# Военно-морские силы Кубы
Революционный военный флот (исп. Marina de Guerra Revolucionaria) — один из видов вооружённых сил Республики Куба.

## История

### 1909—1958 годы

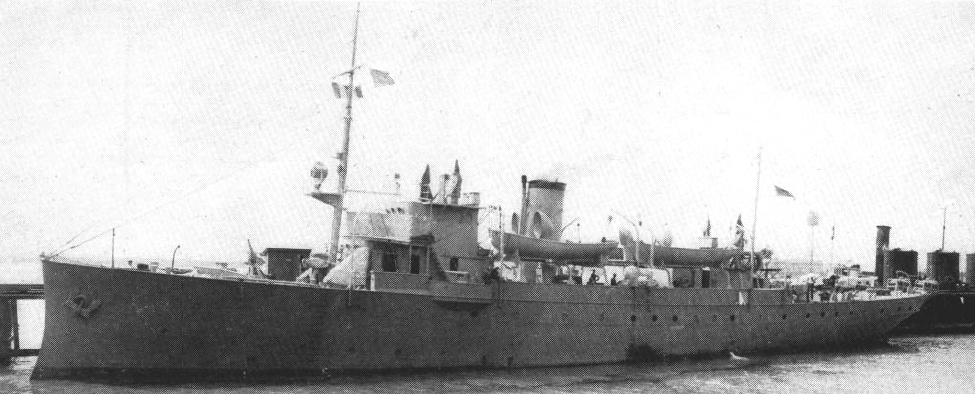
канонерка «Patria» 1911 года постройки, находившаяся на вооружении кубинского военно-морского флота до 1955 года (1940е годы)

В 1898 году, после окончания войны за независимость Куба перешла под контроль США (американская оккупация острова продолжалась до 20 мая 1902 года, а в 1903 году была принята «поправка Платта», разрешавшая США вводить на Кубу войска без санкции со стороны кубинского правительства). Таким образом, Куба была фактически превращена в полуколонию США.
Создание военно-морских сил началось в начале XX века. Была отремонтирована бывшая испанская 40-тонная канонерка "Baracoa" (которая получила новое название «Céspedes»). В 1906 году было создано подразделение морской полиции (cuerpo de policía marítima), для которого в том же году в Германии купили 500-тонную канонерскую лодку «Baire». 2 июля 1909 года был подписан приказ о создании военного флота (Marina Nacional).
В октябре 1910 года находившаяся у побережья провинции Пинар-дель-Рио канонерка «Céspedes» затонула в шторм, начавшийся во время сильного урагана.
После окончания первой мировой войны началось сокращение корабельного состава военно-морского флота и береговой охраны США до уровня мирного времени, в результате в 1920 году Куба купила две канонерки 1911 года постройки (которые были зачислены в состав кубинского военного флота под именами «Cuba» и «Patria»).
В результате реформы военно-воздушных сил 1933—1934 гг., в 1934 году была создана «авиация военно-морских сил» (Fuerza Aérea Naval, FAN), в 1937 году получившая один биплан D.H. 60GM Moth. Кроме того, в соответствии с законом № 66 от 2 апреля 1935 года предусматривалось создание резерва военно-морских сил.
Во время второй мировой войны, с 28 октября 1941 года до сентября 1945 года вооружённые силы Кубы были усилены поставками вооружения и военной техники из США по программе ленд-лиза. После окончания войны военная помощь США вооружённым силам Кубы продолжалась (часть полученного вооружения и техники поступила в распоряжение флота).
В 1947 году три выведенных из состава ВМФ США патрульных фрегата типа «Такома» (USS «Eugene», USS «Peoria» и USS «Grand Island») были проданы Кубе и зачислены в состав кубинского военного флота (под названиями F-301, F-302 и F-303).
10 марта 1952 года Ф. Батиста совершил военный переворот, захватил власть, отменил конституцию и установил в стране военно-полицейскую диктатуру. Тем не менее, в марте 1952 года между США и Кубой был подписан «договор о взаимном обеспечении безопасности» (Mutual Defense Assistance Act), в соответствии с которым на остров прибыла военная миссия США.
В 1952 году военно-морские силы Кубы состояли из 37 кораблей (в том числе 3 фрегатов, 2 канонерских лодок, 2 подлодок, а также более мелких кораблей и катеров). В составе военно-морских сил была создана разведслужба (Servicio de Inteligencia Naval), выполнявшая функции внутренней контрразведки.
В 1955 году в связи с сокращением количества исправной авиатехники военно-морская авиация была включена в состав ВВС страны.
5 сентября 1956 года в городе Сьенфуэгос началось восстание военно-морского гарнизона, но оно было подавлено.

### Революционный военный флот (с 1959 года)

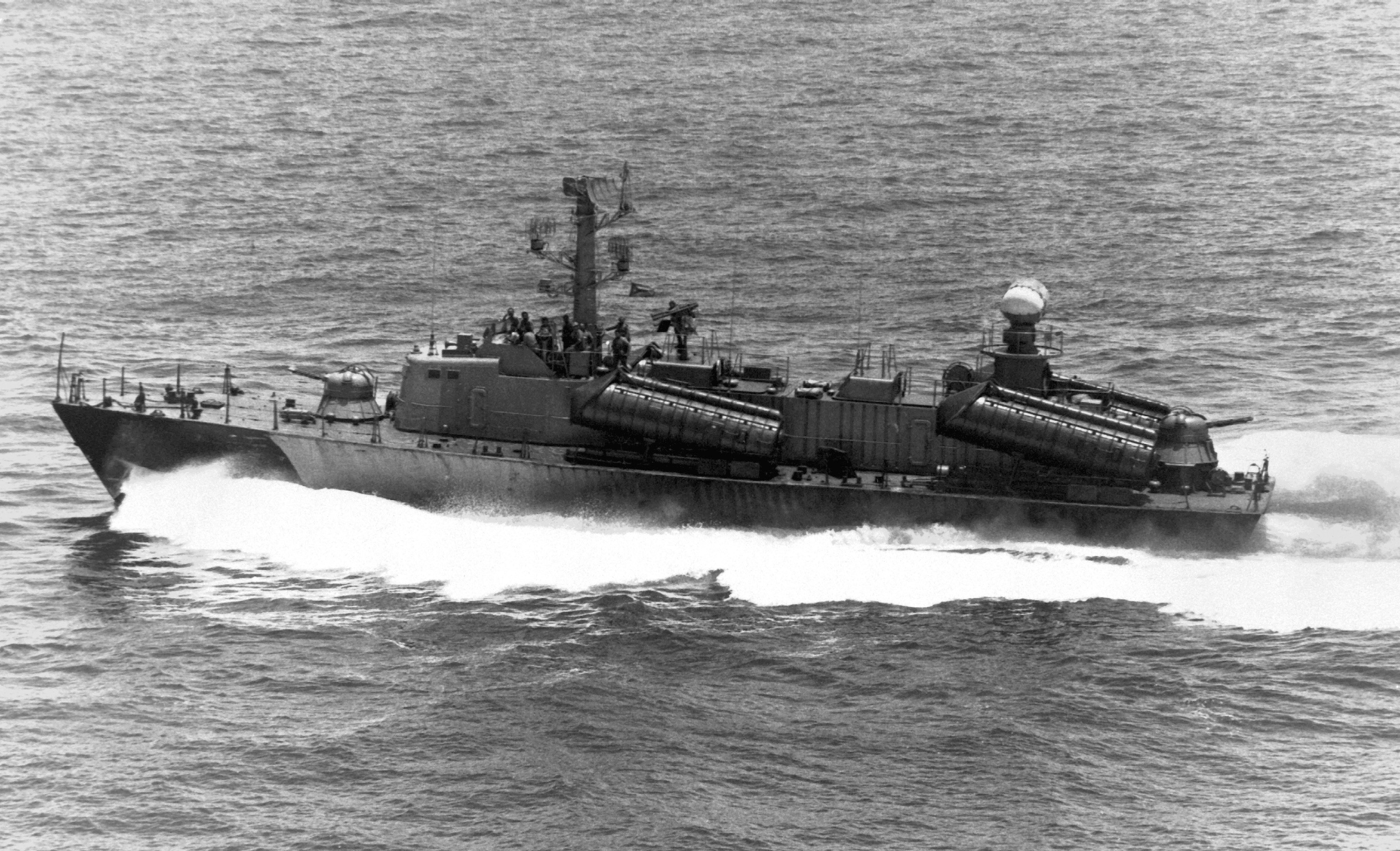
кубинский ракетный катер проекта 205ЭР (7 августа 1984)

После победы Кубинской революции в январе 1959 года началось создание новых вооружённых сил.
Для подготовки командных кадров и военных специалистов 16 октября 1959 года была создана военно-морская академия.
США прекратили сотрудничество с правительством Ф. Кастро и стремились воспрепятствовать получению Кубой помощи из других источников и ввели санкции против Кубы.
- 22 февраля 1959 года была отозвана американская военная миссия[10].
- 24 августа 1960 года сенат США одобрил поправку к закону «Об иностранной помощи», которая устанавливала, что всякое государство, которое будет оказывать Кубе экономическую помощь или продавать ей оружие, лишится помощи США[10].
- 3 сентября 1960 года США установили запрет на продажу Кубе «товаров, которые могут быть использованы в военных целях»[10].
- 10 октября 1960 года США установили полное эмбарго на поставки Кубе любых товаров (за исключением продуктов питания и медикаментов)[10].

С 1960 года началось военное сотрудничество Кубы с СССР и другими социалистическими странами, на вооружение кубинских войск (в том числе, флота) начали поступать вооружение и техника советского производства.
В марте 1961 года судно без флага и опознавательных знаков обстреляло государственный нефтеперегонный завод в городе Сантьяго-де-Куба.
Однако к началу подготовленной США операции по вторжению «бригады 2506» боеспособность флота была ещё низкой. После получения информации о авианалёте на аэродромы страны утром 15 апреля 1961 года и высадке десанта в заливе Кочинос, военно-политическое руководство Кубы было вынуждено исходить из предположения, что выявлены не все силы противника и возможна высадка отдельных диверсионных групп или даже крупного десанта на других участках побережья.
- фрегатам F-301 «José Martí», F-302 «Antonio Maceo», F-303 «Máximo Gómez» и канонерке PE-202 «Siboney» было приказано встать на якоре в заливе у Гаваны и обеспечить защиту столичного нефтеперерабатывающего завода, электростанций «Tallapiedra» и «Regla»[2]
- остальные корабли и катера флота получили приказ патрулировать побережье провинций Пинар-дель-Рио, Гавана и Матансас, вести наблюдение за находившимися в территориальных водах Кубы военными кораблями США, докладывать о появлении иных кораблей и судов[2]

Экипаж находившегося у побережья Плайя-Ларга моторного катера «SV-3» (четыре военнослужащих) по радиостанции сообщил об обнаружении противника, а затем снял находившийся на катере 12,7-мм пулемёт, оборудовал позицию на берегу и вступил в бой с боевиками «бригады 2506».
17 апреля 1961 года два бомбардировщика В-26 интервентов с опознавательными знаками Революционных ВВС Кубы атаковали канонерскую лодку PE-203 «Baire», которая получила несколько пробоин (в том числе, одно попадание ниже ватерлинии в машинное отделение, через которое в корабль начала поступать вода). После авианалёта канонерка двинулась к порту Нуэва-Херона, но затонула у берега в устье реки Rio Gerona.
Моторный катер № 106 сначала обеспечил охрану корабля кубинского торгового флота «El Pinero» (доставившего грузы военного назначения для кубинских войск в район боевых действий), а после разгрома основных сил «бригады 2506» — патрулировал побережье острова, не позволяя боевикам бригады выйти в море на захваченных ими рыбацких лодках и импровизированных плавсредствах, чтобы вернуться на ожидавшие их корабли военно-морского флота США. В это время самолёты США неоднократно совершали вторжение в воздушное пространство Кубы и проходили непосредственно над катером. Экипаж катера взял в плен двух боевиков «бригады 2506».
В общей сложности, в ходе боевых действий против сил вторжения погибли два моряка (Alfredo Ramos Velazco и Juan Alarcón Rodríguez), были ранены 11 военнослужащих кубинского военного флота и получила повреждения канонерка PE-203.
В событиях 15-19 апреля 1961 года значительную помощь флоту и вооружённым силам Кубы оказали маяки, смотрители которых с начала боевых действий и до капитуляции остатков «бригады 2506» вели наблюдение за побережьем, а также за появлением и перемещением кораблей и судов в прибрежных водах.
Ночью 24 августа 1962 года два вооружённых катера без опознавательных знаков вошли в Гаванский залив и обстреляли приморские районы Гаваны. После возвращения во Флориду возглавлявший вылазку Хуан Салват и шкиперы обоих катеров выступили на пресс-конференции. Госдепартамент США объявил, что "инцидент является актом частных лиц, предпринятым без ведома правительства США", но позже стало известно, что нападение было организовано JM/WAVE (отделением ЦРУ в штате Флорида, взаимодействовавшим с кубинскими эмигрантами).
23 сентября 1970 года были образованы пограничные войска, которым передали часть катеров из состава военно-морского флота и некоторые функции по охране морских границ.
В начале 1980-х годов Революционный военный флот Кубы включал в себя военно-морские силы и части береговой обороны.
В начале 1990-х годов началось сокращение численности вооружённых сил страны (в том числе, флота).
В 2008 году общая численность военно-морских сил составляла около 3 тыс. человек, они включали два штаба военно-морских районов, флот (четыре флотилии и дивизион минно-тральных кораблей), морскую пехоту (два десантно-штурмовых батальона общей численностью 550 человек), а также части и подразделения береговой охраны и наблюдения.
В начале 2011 года общая численность военно-морских сил составляла 3 тыс. человек, в их составе имелось два десантно-штурмовых батальона морской пехоты (общей численностью 550 военнослужащих); один малый патрульный корабль проекта 1241ПЭ; шесть ракетных катеров проекта 205; два тральщика проекта 1265; три тральщика проекта 1258; одно гидрографическое судно и один учебный корабль.

## Современное состояние

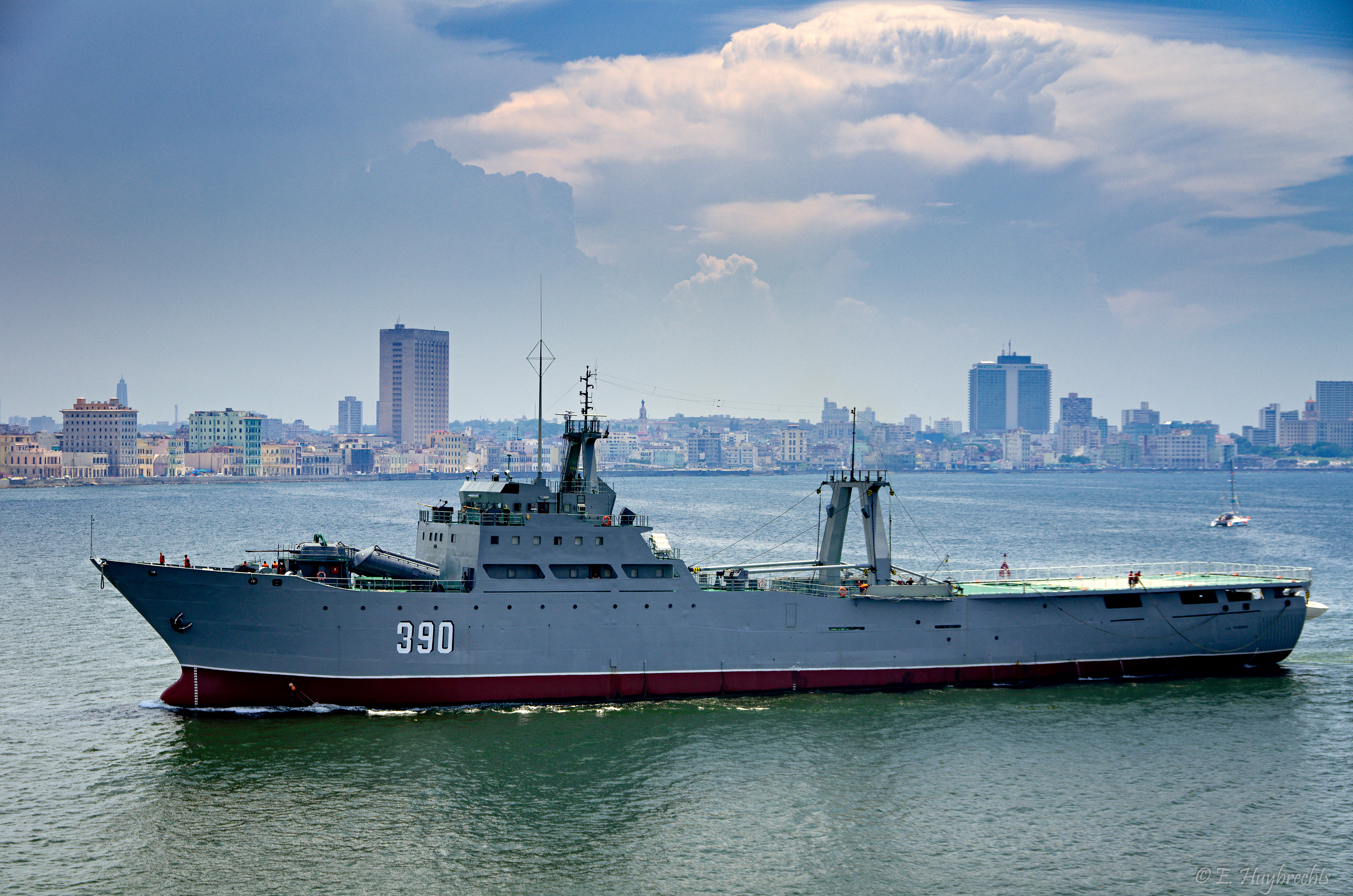
кубинский патрульный корабль «La Habana» (бортовой номер 390), 20 июля 2011

В конце 2017 года численность военно-морских сил составляла около 3 тыс. человек, они включали две военно-морские базы, один военно-морской район, отдельный полк морской пехоты и девять отдельных дивизионов береговой обороны. В составе флота имелось девять боевых кораблей, 17 боевых катеров и одно вспомогательное судно. Кроме того, на вооружении отряда боевых пловцов было несколько десантных моторных лодок типа "Зодиак".